# Farba Dieng
Farba Dieng (* 1993 in Lille) ist ein französischer Filmschauspieler, der überwiegend in Deutschland tätig ist.

## Leben
Farba Dieng wurde 1993 in Lille geboren und wuchs sowohl in Frankreich als auch in Pfungstadt in der Nähe von Frankfurt am Main auf.
In Toubab von Florian Dietrich ist Dieng in der Hauptrolle des Senegalesen Babtou zu sehen, der seinen Kumpel heiraten will, um einer drohenden Abschiebung zu entgehen. Gemeinsam mit seinem Schauspielkollegen Julius Nitschkoff wurde Dieng für diese Rolle für den Götz-George-Nachwuchspreis 2020 nominiert. Zudem wurde Dieng beim Deutschen Filmpreis 2022 als bester Hauptdarsteller nominiert. 
Weitere Rollen erhielt Dieng in der Netflix-Serie Skylines, in der Miniserie Breaking Even von Boris Kunz und in Cortex, dem Regiedebüt von Moritz Bleibtreu. Eine weitere Rolle erhielt er in dem Tanzfilm Fly von Katja von Garnier.
Im November 2023 wurde er Mitglied der Deutschen Filmakademie. Dieng lebt in Berlin und spricht fließend Deutsch und Französisch.

## Filmografie
- 2019: Skylines (Fernsehserie)
- 2020: Cortex
- 2020: Pastewka (Fernsehserie)
- 2020: Breaking Even (Fernsehserie)
- 2020: Toubab
- 2021: Das Weiße Haus am Rhein (Fernsehzweiteiler)
- 2021: Fly
- 2022: Das Netz – Prometheus (Fernsehserie)
- 2022: Ein starkes Team: Schulzeit (Fernsehreihe)
- 2024: Disko 76 (Miniserie)
- 2024: Human Within (VR-Experience)

## Auszeichnungen
Bayerischer Filmpreis
- 2021: Auszeichnung in der Kategorie Nachwuchsdarsteller (Toubab)[4]

Deutscher Filmpreis
- 2022: Nominierung für die Beste männliche Hauptrolle (Toubab)

Deutscher Schauspielpreis
- 2022: Auszeichnung als Bestes Duo (in Toubab, gemeinsam mit Julius Nitschkoff)

First Steps – Der deutsche Nachwuchspreis
- 2020: Nominierung für den Götz-George-Nachwuchspreis (Toubab)[5]